# کریم اسلامی
عبدالکریم اسلامی (زادهٔ ۱۹ فروردین ۱۳۶۵ در نوشهر) یک بازیکن فوتبال اهل ایران است که در پست وینگر راست بازی می‌کند.

## دوران حرفه ای

### نساجی مازندران
وی در سال ۹۹ با عقد قراردادی ۲ ساله به نساجی مازندران پیوست.
کریم اسلامی پس از یک فصل پر افت و خیز در دومین فصل حضور خود در نساجی گل‌های زیادی برای این تیم به ثمر رساند و بهترین گلزن این تیم در فصل ۰۱–۱۴۰۰ لقب گرفت و توانست با نساجی مقام قهرمانی جام حذفی را کسب کند.

## افتخارات
نساجی
- جام حذفی (۱): ۰۱–۱۴۰۰